# Cattedrale di San Martino (Spišská Kapitula)
La cattedrale di San Martino (in slovacco: Katedrála svätého Martina) sorge presso il borgo di Spišská Kapitula ed è la chiesa cattedrale della diocesi di Spiš, in Slovacchia.

## Storia
La cattedrale è stata costruita negli anni 1245-1273 in stile romanico, con successive aggiunte nel corso dei secoli XIV e XV in stile gotico. È uno dei maggiori monumenti del romanico in Slovacchia. Al suo interno contiene diversi altari medievali scolpiti e le sepolture della famiglia Zápolya, che ebbe la signoria sulla regione di Spiš; le lapidi funerarie del XV secolo scolpite in marmo sono di eccezionale qualità. Un dipinto murale del 1317 recentemente restaurato raffigura l'incoronazione di Carlo Roberto d'Angiò a re d'Ungheria; un altro dipinto della cattedrale è attribuito all'anonimo Maestro di Kirchdrauf.